# Озеро Ней (Титан)
Озеро Ней (лат. Neagh Lacus) — углеводородное озеро на поверхности самого крупного спутника Сатурна — Титана. Центр имеет координаты 81°07′ с. ш. 327°50′ в. д. / 81,11° с. ш. 327,84° в. д..
Размер углеводоёма составляет примерно 98 км. Находится в северной полярной области Титана, рядом с его морями (Кракена, Лигеи и Пунги). Озеро состоит из жидких углеводородов, главным образом это метан, этан и пропан. Обнаружено на переданных снимках космического аппарата «Кассини-Гюйгенс». Названо в честь земного озера Лох-Ней, расположенного на территории Северной Ирландии. Название было утверждено Международным астрономическим союзом в 2007 году.
- Радиоизображение озера Ней, основанное на данных от космического аппарата «Кассини-Гюйгенс» (псевдоцвета)